# Lee Jin-hyun
Lee Jin-hyun (이진현?; Seul, 26 agosto 1997) è un calciatore sudcoreano, centrocampista dell'Ulsan HD.

## Caratteristiche tecniche
È un centrocampista centrale.

## Carriera

### Club
Il 27 luglio 2017 ha segnato la sua prima rete firmando la rete del momentaneo 3-0 nella trasferta vinta 3-1 contro l'Admira Wacker M.

### Nazionale
Nel 2017 partecipa con la nazionale Under-20 sudcoreana al Mondiale di categoria, disputandovi 4 partite; in seguito gioca anche nella nazionale sudcoreana Under-23.
Tra il 2018 ed il 2021 gioca complessivamente 4 partite con la nazionale maggiore sudcoreana.

## Statistiche

### Presenze e reti nei club
Statistiche aggiornate al 7 luglio 2017.
| Stagione        | Squadra               | Campionato      | Campionato | Campionato | Coppe nazionali | Coppe nazionali | Coppe nazionali | Coppe continentali | Coppe continentali | Coppe continentali | Altre coppe | Altre coppe | Altre coppe | Totale | Totale | Totale |
| Stagione        | Squadra               | Comp            | Pres       | Reti       | Comp            | Pres            | Reti            | Comp               | Pres               | Reti               | Comp        | Pres        | Reti        | Pres   | Reti   |        |
| --------------- | --------------------- | --------------- | ---------- | ---------- | --------------- | --------------- | --------------- | ------------------ | ------------------ | ------------------ | ----------- | ----------- | ----------- | ------ | ------ | ------ |
| 2016            | Univ. di Sungkyunkwan |                 | -          | -          | CC              | 1               | 0               |                    | -                  | -                  |             | -           | -           | 1      | 0      |        |
| 2017-2018       | Austria Vienna        | BUN             | 7          | 1          | CA              | 2               | 0               | UEL                | 2                  | 0                  |             | -           | -           | 11     | 1      |        |
| Totale carriera | Totale carriera       | Totale carriera | 7          | 1          |                 | 3               | 0               |                    | 2                  | 0                  |             | -           | -           | 12     | 1      |        |

## Palmarès
- Giochi asiatici: 1

2018